# Nathalie Alonso Casale

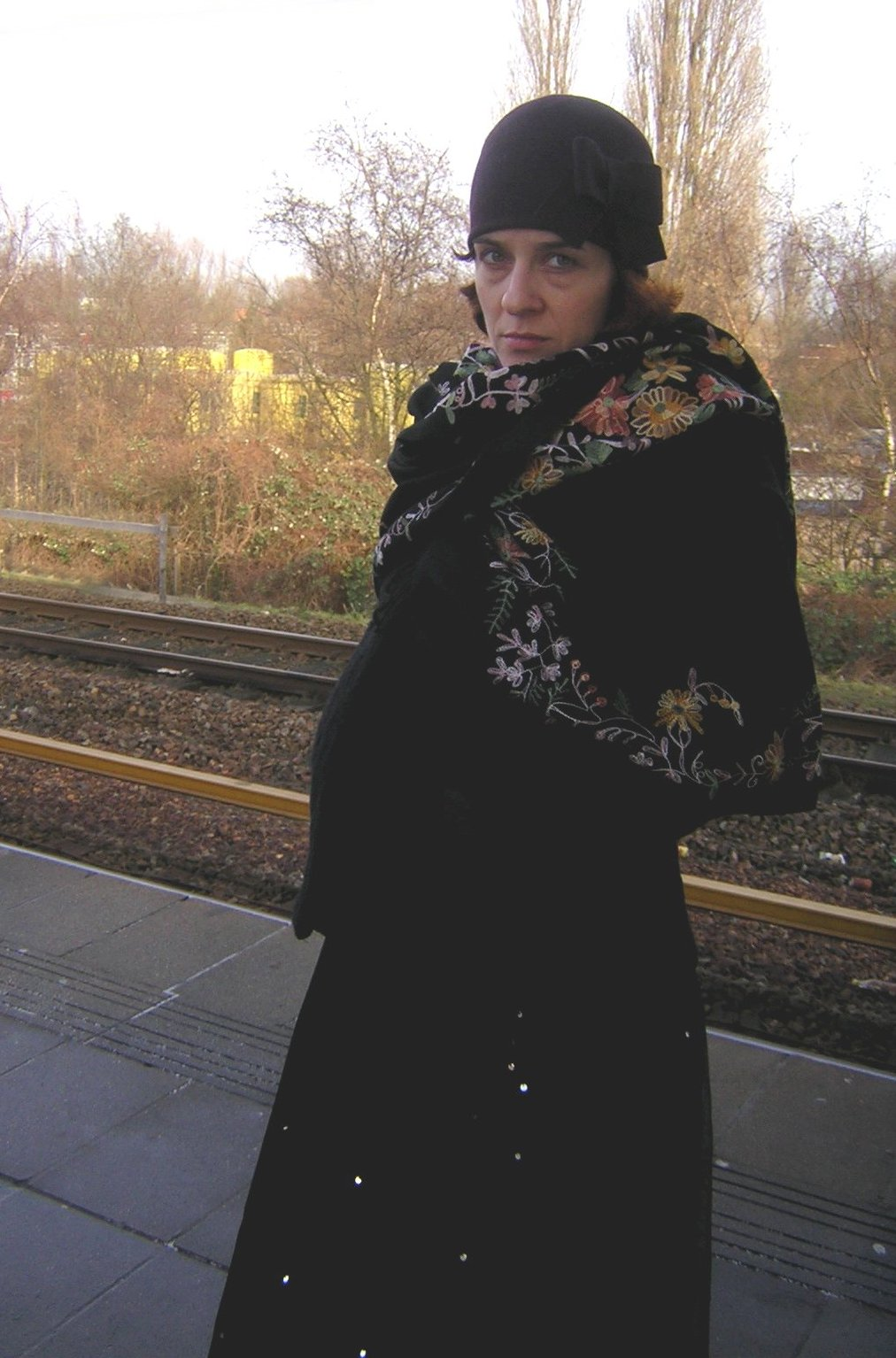
Nathalie Alonso Casale

Nathalie Alonso Casale (Parijs, 1970) is een Nederlandse cineast van Spaans-Franse afkomst. Zij won in 1992 een Gouden Kalf met haar korte film Memorias sin Batallas y otros muertos. Behalve als filmregisseur is zij ook werkzaam als actrice, cameraman, scenarist en editor.

## Oorsprong
Nathalie Alonso Casale studeerde in 1992 af aan de Nederlandse Film en Televisie Academie (NFTVA) met de korte film Memorias sin Batallas y otros muertos. Deze won het Gouden Kalf en de Tuschinski Film Award. Ze deed haar eerste werkervaring op als assistente van de Argentijnse regisseur Alejandro Agresti, waarvoor ze later ook acteerde.
Haar speelfilm Memory of the Unknown (1996) werd in Nederland, Frankrijk en Spanje opgenomen. De film speelt zich af in een vakantiebus op weg naar het zuiden. Daarin worden een tiental mensen vervoerd die of in herinneringen of in toekomstdromen leven. Daardoor blijft er voor het heden geen ruimte over. De film werd genomineerd voor de VPRO Tiger Awards van het International Film Festival Rotterdam (IFFR) en geselecteerd voor het International Kiev Film Festival. Hij werd door het Nederlands Film Museum (NFM) in de bioscoop uitgebracht.
Haar speelfilm Figner, the End of a Silent Century (2006) werd in Rusland opgenomen en door Nathalie Alonso Casale zelf geproduceerd. De film vertelt via de gerauschmacher Edgar Figner, de geschiedenis van Rusland en de Russische cinema in de twintigste eeuw. In de film zijn 85 stukjes verwerkt uit Russische films van 1910 tot en met 2000. Figner, the End of a Silent Century ging als een Nederlands/ Frans/ Britse coproductie in première op het International Film Festival Rotterdam (IFFR) en beleefde zijn internationale première op het Filmfestival van Locarno. Hij werd door het Nederlands Film Museum (NFM) in de bioscoop uitgebracht.

## Reizen en gevolgen
Nathalie Alonso Casale vertrok in 1992 naar Moskou en schreef daar een serie korte documentaires, gebaseerd op het dagelijkse Russische leven van begin jaren negentig.
Zij monteerde de documentaire Het is een schone dag geweest van de Nederlandse regisseur Jos de Putter (Filmprijs van de Stad Utrecht, 1993).
In Vilnius maakt zij de eerste uit een serie korte poëtische documentaires: 17th of March, from one's point of view(1993). De film laat zien hoe een halfdode man op straat wordt genegeerd door voorbijgangers. Hij werd bekroond met de Grand Prix voor de beste reportage door het Méridiens International Film Festival in Aubagne.
Zij heeft voor anderen geacteerd, geschreven en gemonteerd. Zo speelde zij onder andere de rol van Sylvie in El acto en cuestión (1994) van Alejandro Agresti, de Franse voice-over voor Sur Place (1996) van Paul Ruven, de rol van Mimi in de speelfilm Guernsey (2006) van Nanouk Leopold (La Quinzaine des Réalisateurs, Gouden kalf beste regie en beste actrice).
In 1996 schreef zij het scenario voor Farafangana van Piet Oomes (Rotterdamse speelfilmprijs 1998) en de dialogen voor Erasmus Spitzen- Crossing a Bridge on Points (1998) van Noud Heerkens.
Zij werkte als editor onder andere aan Krima/Kerime (1994) van Herbert Curiël (Alexandre Sacha Petrovic Award Belgrado), De toekomst is over een uur (1997) van Ramon Gieling, Biblioteka (1997) van Kristionas Vildziunas, Een Intens realistisch doch romantisch liefdesdrama (2000) van Jesse de Jong (Gouden Kalf voor de Beste korte film), Hong-Kong/ HKG (1999) en The West/ SFO (2000) van Gerard Holthuis, Amin van David Dusa (Prix UIP Rotterdam 2007), The Unforbidden City (2008) van Floris-Jan van luyn (VPRO, Docwerk), Nothing Personal (2009) en Code Blue (2011) van Urszula Antoniak.
In samenwerking met de Russische performance groep Akhe maakte ze twee korte films: Siesta, la Tetera y la Rosa (1998) en Man looks at Woman, Woman looks at Man(2000). Ze begeleidde Akhe gedurende twee jaar als manager op hun theatertournees door Europa.
Ze maakte voor Sportpaleis de Jong van de VPRO: 7 maart (1998) en Couperus en Boxen (1998).
Van 1998 tot 2005 werkte ze in Sint Petersburg aan de speelfilm Figner, the End of a Silent Century (2006). De film werd gemonteerd door Irina Gorokhovskaja en in Cardiff (Wales) afgewerkt.
Tegenwoordig woont zij in Rotterdam. Ze werkt onder andere aan de verfilming van Gerard Reves novelle Werther Nieland (1948) waarvoor zij in 2006/ 2007 een Script Development Program volgde aan het Maurits Binger Instituut te Amsterdam.

## Filmografie
- VPRO Tegenlicht 23 januari 2012 - Occupy-beweging in Europa (2012)
Trésors des Langues du Monde (2012)
  - Opening van de Bibliothèque Universitaire des Langues et Civilisations, Parijs (13), Frankrijk 2012

Sortoï, op zoek naar levensmoed (2010)
  - in productie

Hammada (2009)
  - Competitie Aye-Aye Film Festival 2010

ZomerJazzFietsTour; Music for Bicycle Landscapes (2008)
Figner, the End of a Silent Century (2006)
  - Cinemart Project International Film Festival Rotterdam 2002
  - Wereldpremière International Film Festival Rotterdam 2006
  - Internationale Première International Film Festival Locarno 2006
  - Competitie Nederlands Film Festival Utrecht 2006
  - International Film Festival Brisbane 2006
  - International Film Festival Mill Valley 2006
  - Competitie International Women Film Festival Créteil 2007

La Casa (2004)
11 november, St-Petersburg (2001)
  - Wereldpremière International Film Festival Rotterdam 2001
  - Festival of Festivals St-Petersburg 2001

Man looks at Woman, Woman looks at Man (2000)
  - Wereldpremière International Film Festival Rotterdam 2001
  - Competitie Nederlands Film Festival Utrecht 2001
  - Competitie International Short Film Festival Côté Court Pantin 2001
  - International Regus London Film Festival 2001
  - Competitie Message to Man International Film Festival St-Petersburg 2001
  - Cine Cinema Jove Valencia 2000
  - International Filmfest Dresden 2000

Siesta, la Tetera y la Rosa (1998)
  - Wereldpremière International Film Festival Rotterdam 1998
  - Competitie International Short Film Festival Côté Court Pantin 1998
  - Impakt Film Festival Utrecht 1998
  - Antimatter Underground Film Festival Canada 2000

3 januari 1998
  - International Film Festival Rotterdam 1998
  - Grand Prix International Short Film Festival Côté Court Pantin 1998
  - Festival International du Film Court de Nancy Aye-Aye 2002

Couperus en Boxen (1998)
7 maart 1998
  - Festival International du Film Court de Nancy Aye-Aye 2002

Memory of the Unknown (1996)
  - Competitie Tiger Award International Film Festival Rotterdam 1996
  - Competitie Molodost International Film Festival Kiev 1996

17th of March, from one's point of view (1993)
  - Grand Prix Méridiens International Film Festival Aubagne 1993

Memorias sin Batallas y otros muertos (1992)
  - Gouden Kalf Nederlands Film Festival Utrecht 1992
  - Pathé Tuschinski Award Nederlands Film Festival Utrecht 1992
  - Grand Prix München International Student Film Festival 1992
  - Grand Prix International Student Film Festival Tel Aviv 1994
  - Grand Prix International Film Festival Premiers Plans Angers 1993

Grootvader, doodgraver (1991)
De Vader (1990)
  - Méridiens International Film Festival Aubagne 1990

Día (1987)

## Trivia
Nathalie Alonso Casale schreef tot 1998 een eigen column als buitenlands correspondent in het film- en televisietijdschrift Skrien.
In 1996 richtte ze ook haar eigen Rotterdamse productiebedrijf Titanic Productions op, waarmee ze aan verscheidene (inter)nationale coproducties meewerkte.
Zij schrijft regelmatig artikelen voor Internationale Kunst- en Literatuurtijdschriften.